# Jan Saenredam
Jan Saenredam (1565, Zaandam – 6. dubna 1607, Assendelft) byl holandský rytec, kartograf a malíř, který působil v období pozdního manýrismu a raného baroka.

## Životopis
Jan Saenredam se narodil v městě Zaandam. Otec byl sedlák, ale brzy zemřel a chlapce vychovával strýc, starosta v sousedním Assendelftu. Nejprve ho dal do učení na košíkáře, ale chlapec projevil takový talent, že přešel do učení kartografie a od roku 1689 se učil kreslit u malíře a grafika Hendrika Goltzia. Vydával rytiny podle tehdy oblíbených nizozemských malířů i podle vlastního návrhu, hlavně biblická i mytologická témata, Roku 1593 odešel do blízkého Amsterdamu, odkud se po dvou letech vrátil. Vytvořil přes 170 rytin a zemřel ve věku 41 let na tyfus.

## Dílo

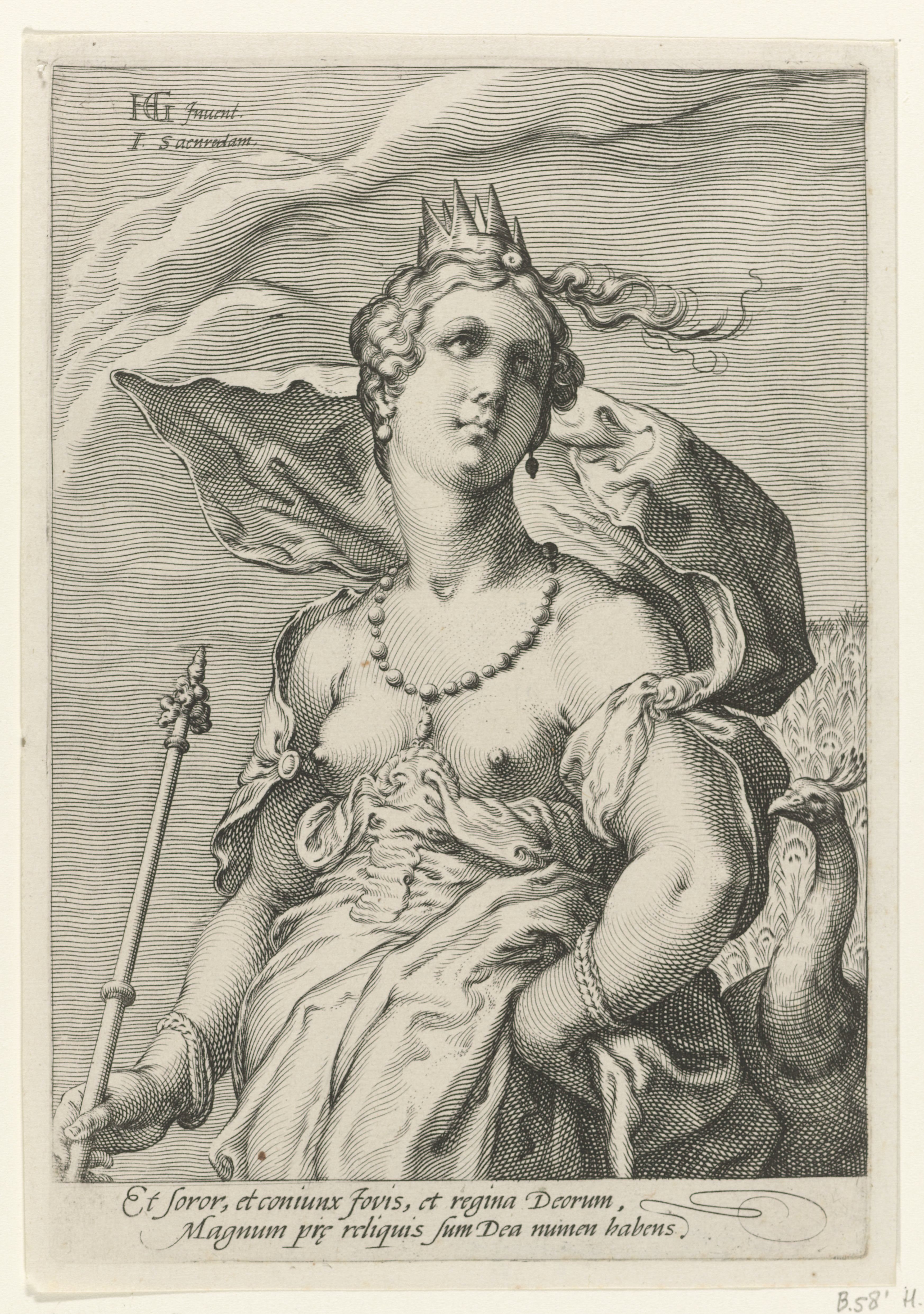
Juno
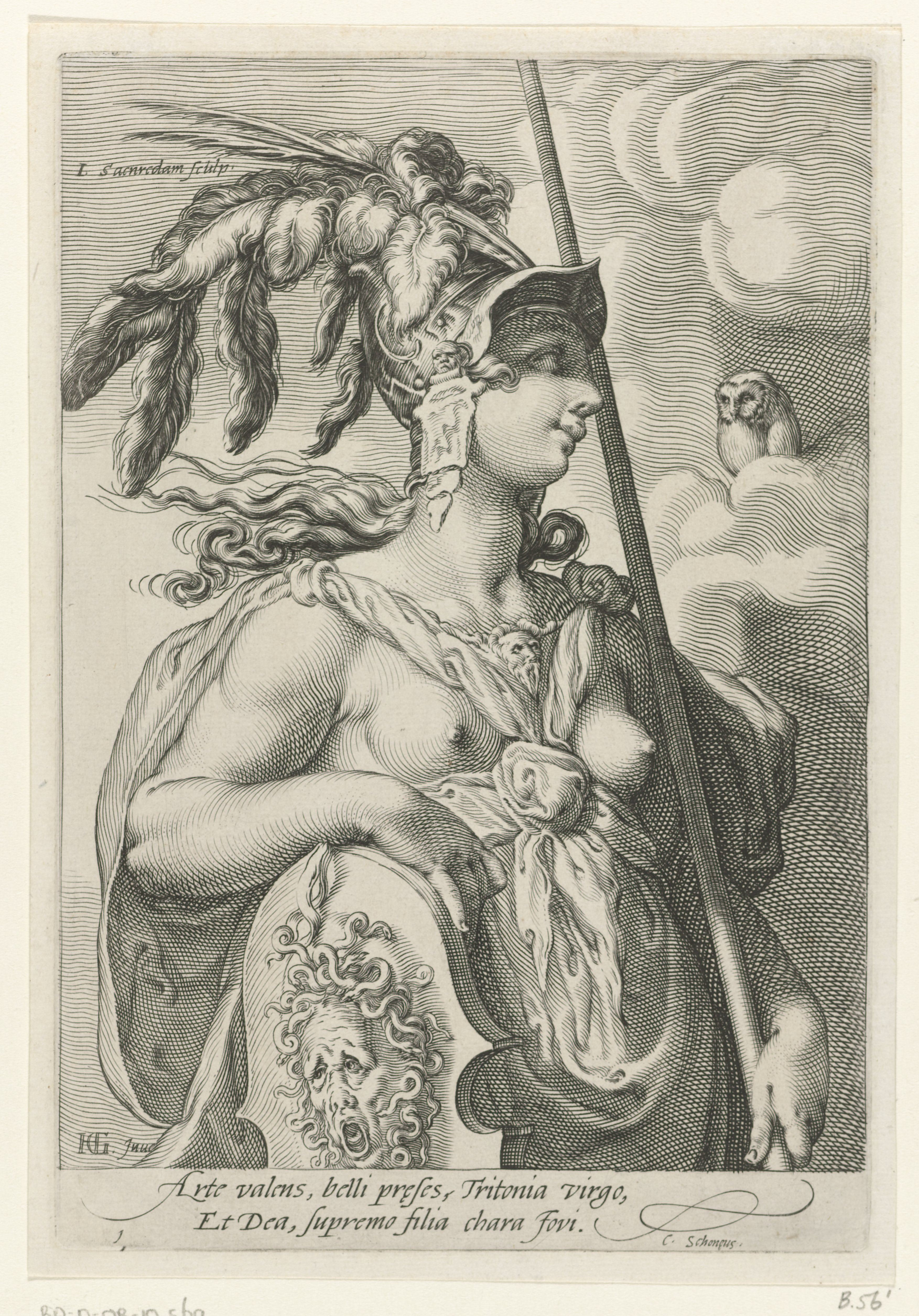
Minerva
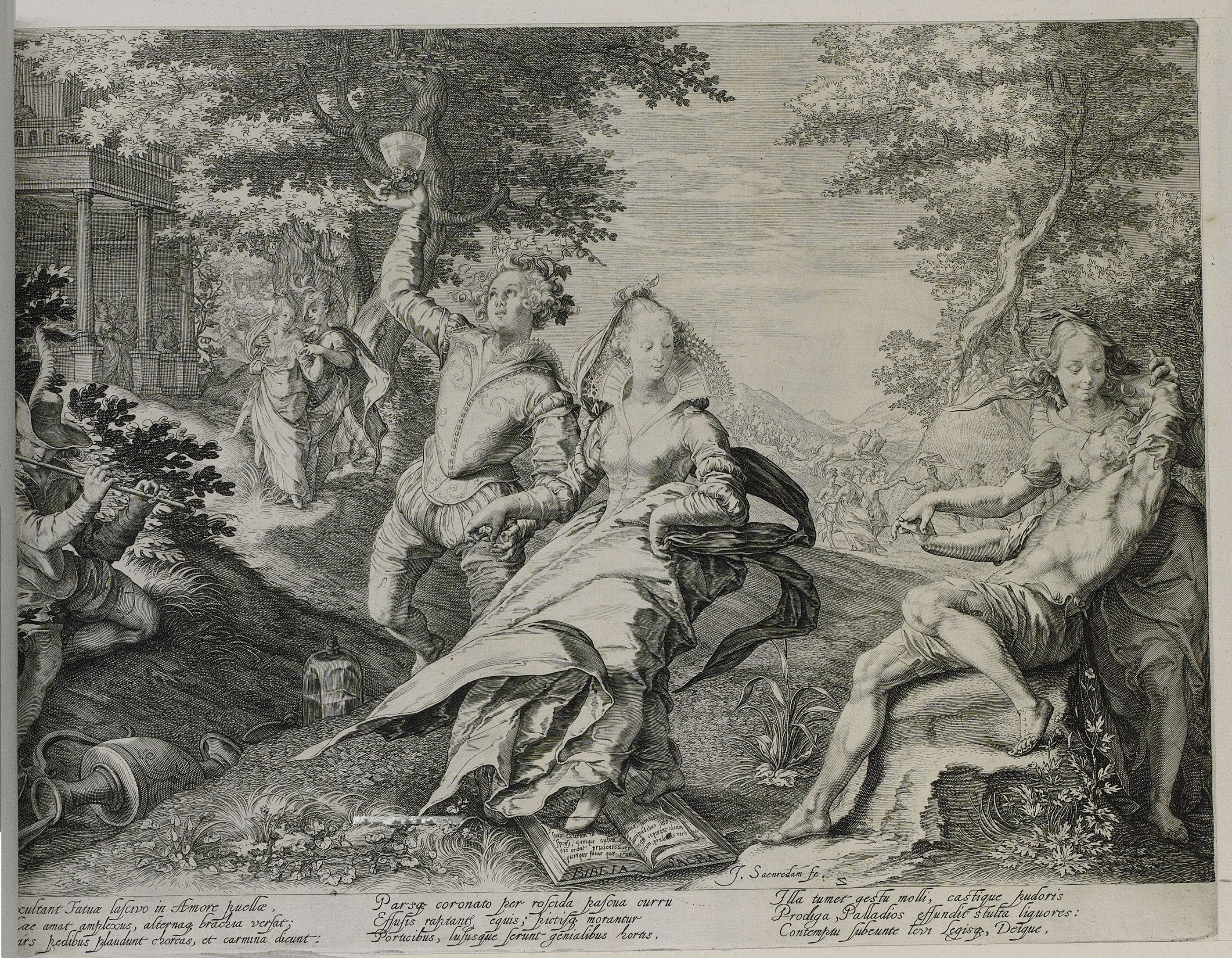
Pošetilé panny
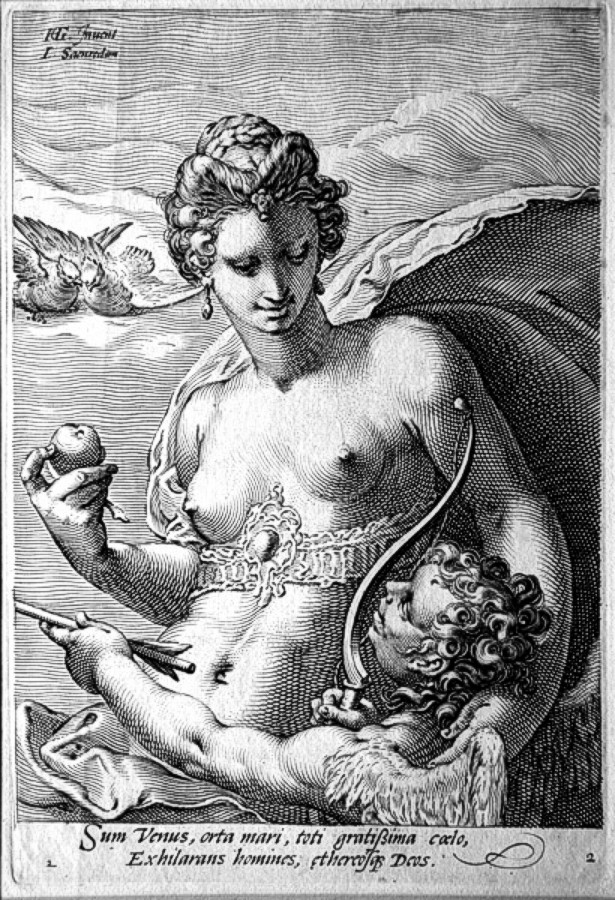
Venuše a Cupido